# Caffè Vergnano
Caffè Vergnano è un'azienda italiana specializzata nella produzione di caffè, fondata nel 1882 a Chieri e con sede a Santena, nella città metropolitana di Torino.
Caffè Vergnano è considerata la più antica azienda produttrice di caffè a livello nazionale tra le grandi torrefazioni.

## Storia
L'azienda fu fondata nel 1882 da Domenico Vergnano. Si trattava di una piccola drogheria a Chieri, una cittadina sulla collina torinese. L'attività crebbe molto presto e vennero aperti i primi tre magazzini italiani a Torino, Alba e Chieri. Il vero salto, però, avvenne negli anni trenta quando l'azienda acquistò una fattoria produttrice di caffè in Kenya.
Stabilimento di 13.500 metri quadrati e 24 linee di produzione automatizzate, è la sesta azienda italiana nel canale della grande distribuzione, presente sul territorio in 19 regioni con oltre 4.500 clienti HORECA e nel mondo con più di 70 locali in 19 paesi. Esporta, inoltre, in più di 80 paesi sia nel settore HORECA (tasso di crescita del 15% annuo), sia in GDO con Èspresso1882 (dal 2013).
Dal 2000 la società ha avviato il progetto di espansione dei propri prodotti e del marchio attraverso le caffetterie che si trovano ormai un po' dappertutto in giro per il mondo. Nel 2016 è stato inaugurato il locale numero cento a Singapore, nel 2017 le caffetterie sono già più di 130 grazie anche alla collaborazione con la catena dei megastore di Eataly che ha permesso a Caffè Vergnano di essere presente a Toronto, New York, Roma, Milano, Chicago, Los Angeles, San Paolo, Istanbul, Seul, Tokyo e Mosca. Il modello, curato dall'architetto Roberto Ferrero, è facilmente esportabile: arredi di ispirazione eco-design, mobili in legno non trattato, pavimenti realizzati con legno a basso rilascio di formaldeide e sedute in ecopelle. Il rito del caffè all'italiana è completato da un menu assortito che spazia dalla colazione al pranzo sino all'aperitivo.
A partire dal 2016 si sviluppò un nuovo filone di caffetterie negli aeroporti delle grandi città. La prima è stata aperta a Bari in collaborazione con My Chef, la seconda all'aeroporto di Roma-Fiumicino nel nuovo ampliamento del terminal 3 dei voli intercontinentali, la terza nel 2018 all'aeroporto di Monaco di Baviera, voli intercontinentali, con la collaborazione di Allresto. Lo sviluppo delle caffetterie ha portato i conti della società a raggiungere in cinque anni, dai 64 milioni di euro del 2013, prima i 75,5 milioni del 2015 e poi gli 82 del 2017. I risultati ottenuti negli aeroporti indussero la società ad allargare il raggio d'azione delle caffetterie anche alle grandi stazioni ferroviarie, con il primo punto vendita aperto nel luglio 2018 a Roma Termini.
Il 28 giugno 2021 Coca-Cola HBC entra con il 30% nell'azienda con lo scopo di occuparsi della distribuzione di Caffè Vergnano all'estero.

## Campagna pubblicitaria
Caffè Vergnano è stata per alcuni anni sponsor del Giro d'Italia. In alcuni spot televisivi, il testimonial è stato Dustin Hoffman.

## La causa Nestlé c/ Caffè Vergnano
Nel febbraio del 2012 la Nestlé ha avviato un procedimento d'urgenza contro Caffè Vergnano in quanto, a suo dire, erano stati violati tre brevetti della Nespresso, si contraffaceva il marchio Nespresso e sulle capsule per caffè della Vergnano denominate "Èspresso 1882" veniva illegittimamente esplicitato che erano "compatibili" con le macchine della Nespresso. A giugno del 2012 il tribunale ha respinto tutte le doglianze della Nestlé, con l'obbligo per l'azienda piemontese, puntualmente adempiuto, di rimuovere ogni esplicito riferimento diretto al marchio. Al riguardo, negli spot del 2014, lo speaker spiega che il marchio Nespresso non è di proprietà di Vergnano né delle aziende ad essa collegate.